# IC 2930
IC 2930 је спирална галаксија у сазвјежђу Лав која се налази на листи објеката дубоког неба у Индекс каталогу.
Деклинација објекта је + 10° 5' 19" а ректасцензија 11h 33m 44,1s. Привидна величина (магнитуда) објекта IC 2930 износи 14,9 а фотографска магнитуда 15,7. IC 2930 је још познат и под ознакама CGCG 68-2, PGC 35700.